# Pedro Apsélamos

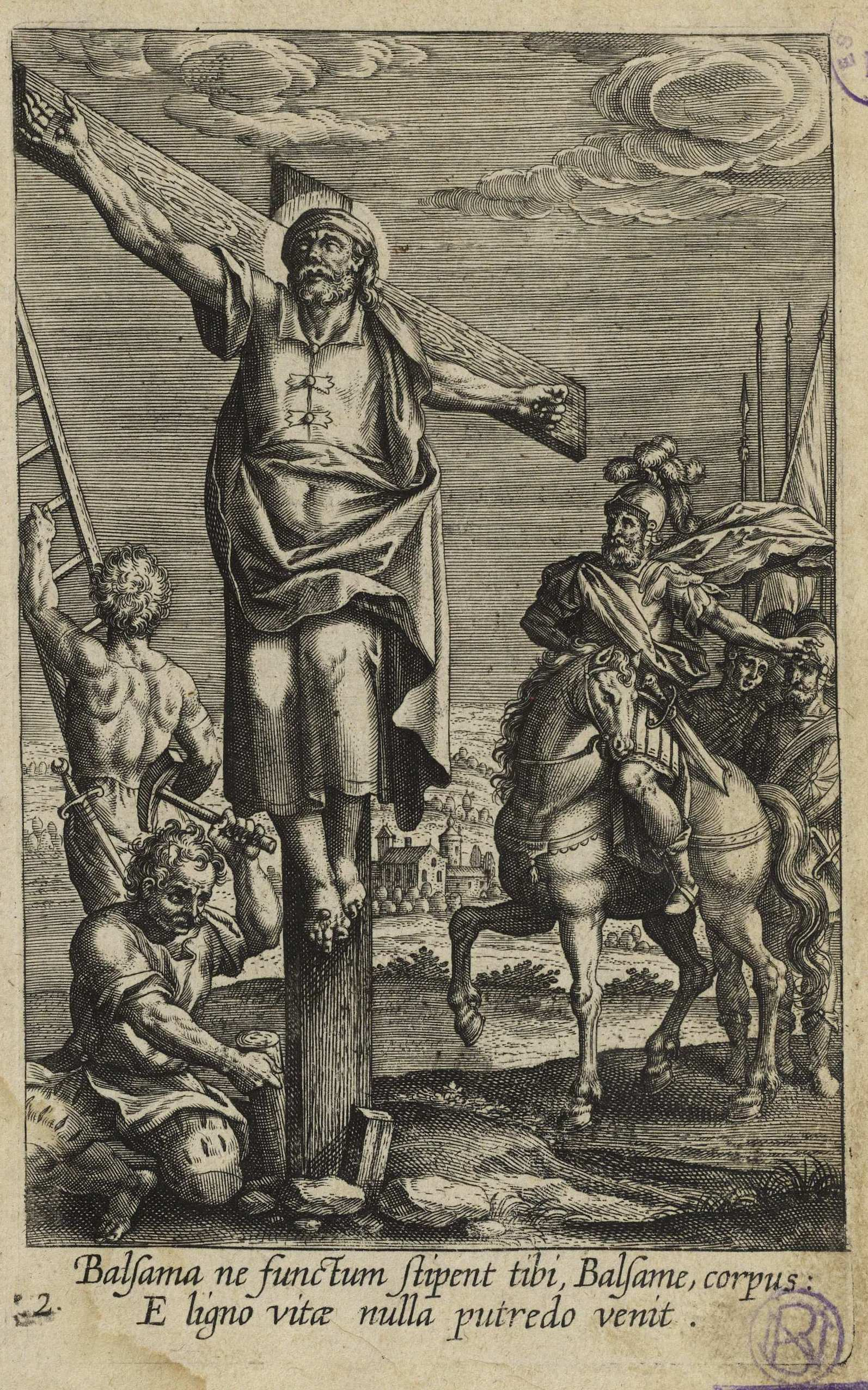
Petrus Balsamus, grabado de Adriaen Collaert para el Triumphus Iesu Christi Crucifixi de Bartolomeo Ricci, Amberes, 1608.

Pedro Apsélamos, Apselamo o Balsamos († 11 de enero de 309) fue un mártir en Cesarea, durante el reinado de Maximino Daya. Era originario de Palestina y vivió a finales del siglo III y principios del siglo IV. Experimentó los últimos tiempos de persecuciones violentas de esta época que precedieron a la paz de Constantino I. Se celebra el 11 de enero.

## Biografía
Según Eusebio de Cesarea, quien escribe a Cesarea poco después de los eventos que relata, nació en Anea (Aneia) cerca de Eleutheropolis y fue quemado vivo, con un obispo marcionita (Asclepio), luego de ser encarcelado por el gobernador Severo, quien le pidió que sacrificara a los dioses.
Según el Acta Sanctorum, que reproduce un documento traducido del griego donde se llama Pedro Balsamos, fue crucificado en Aulana (en Samaria, cerca de Hebrón).  Para algunos (como el Enano de Tillemont) es otro Pedro, confundido con el mártir de Cesarea.